# Якимівська волость (Єлисаветградський повіт)
Якимівська волость — історична адміністративно-територіальна одиниця Єлизаветградського повіту Херсонської губернії із центром у містечку Якимівка.
Станом на 1886 рік складалася з 12 поселень, 12 сільських громад. Населення — 3410 осіб (1773 чоловічої статі та 1637 — жіночої), 503 дворових господарства.
|                     | Площа, десятин | У тому числі орної, дес. |
| ------------------- | -------------- | ------------------------ |
| Сільських громад    | 2632           | 2447                     |
| Приватної власності | 9313           | 3727                     |
| Казенної власності  | —              | —                        |
| Іншої власності     | 201            | 156                      |
| Загалом             | 12146          | 6330                     |

Основні поселення волості:
- Якимівка (Чернече, Акимівка, Дункерт) — колишнє власницьке містечко при річці Кильтень за 85 верст від повітового міста, 391 особа, 64 дворових господарства, православна церква, 2 постоялих двори, базари по неділях.
- Іванівка (Антиперманова) — колишнє власницьке містечко при річці Велика Вись, 602 особи, 128 дворових господарств, православна церква, лавка, 2 постоялих двори, базари по неділях.
- Красний Кут — колишнє власницьке село при річці Кильтень, 105 осіб, 20 дворових господарств, лавка.

За даними 1896 року у волості налічувалось 32 поселення, 1413 дворових господарств, населення становило 7880 осіб.